# Putim (nádraží)
Putim je železniční stanice ve východní části obce Putim v okrese Písek v Jihočeském kraji; nachází se až za Podkostelním rybníkem. Leží na železničních tratích Zdice–Protivín a Tábor–Ražice. Stanice je elektrizovaná soustavou 25 kV, 50 Hz AC.

## Historie
Stanice byla vybudována jakožto součást projektu společnosti Rakovnicko-protivínská dráha (RPD) spojující Protivín (napojení na Dráhu císaře Františka Josefa z Českých Budějovic do Plzně, trať Plzeň – České Budějovice) a Písek s železnicí do Prahy, na kterou se dráha napojuje ve Zdicích. Stanice vznikla podle typizovaného stavebního návrhu. Dne 20. prosince 1875 byl s místním nádražím uveden do provozu celý nový úsek trasy z Protivína do Zdic, kterýmžto směrem roku 1876 pokračovala trať přes Beroun a Nižbor do Rakovníka.
V roce 1889 proťala nádraží železnice z Tábora do Ražic budovaná společností Českomoravská transverzální dráha (BMTB), čímž došlo k faktickému propojení železničních úseků České Budějovice-Plzeň a České Budějovice-Praha (nádraží KFJB). Z Putimi byla vyvedena spojovací trať, čímž se putimské nádraží stalo odbočnou stanicí. Rakovnicko-Protivínská i Českomoravská transverzální dráha byla roku 1918 začleněna do sítě ČSD
Elektrický provoz ve stanici byl zahájen 28. května 1994.

## Popis
Stanicí prochází jednokolejná trať. Nacházejí se zde tři vnitřní jednostranná nástupiště, k příchodu na nástupiště slouží přechody přes koleje. Na rok 2019 je plánována rekonstrukce stanice.[zdroj?]